# Derby Madrytu w piłce nożnej
Derby Madrytu (hiszp. Derbi madrileño) – mecze piłkarskie pomiędzy Realem Madryt i Atlético Madryt, najbardziej utytułowanymi klubami Madrytu.

## Historia

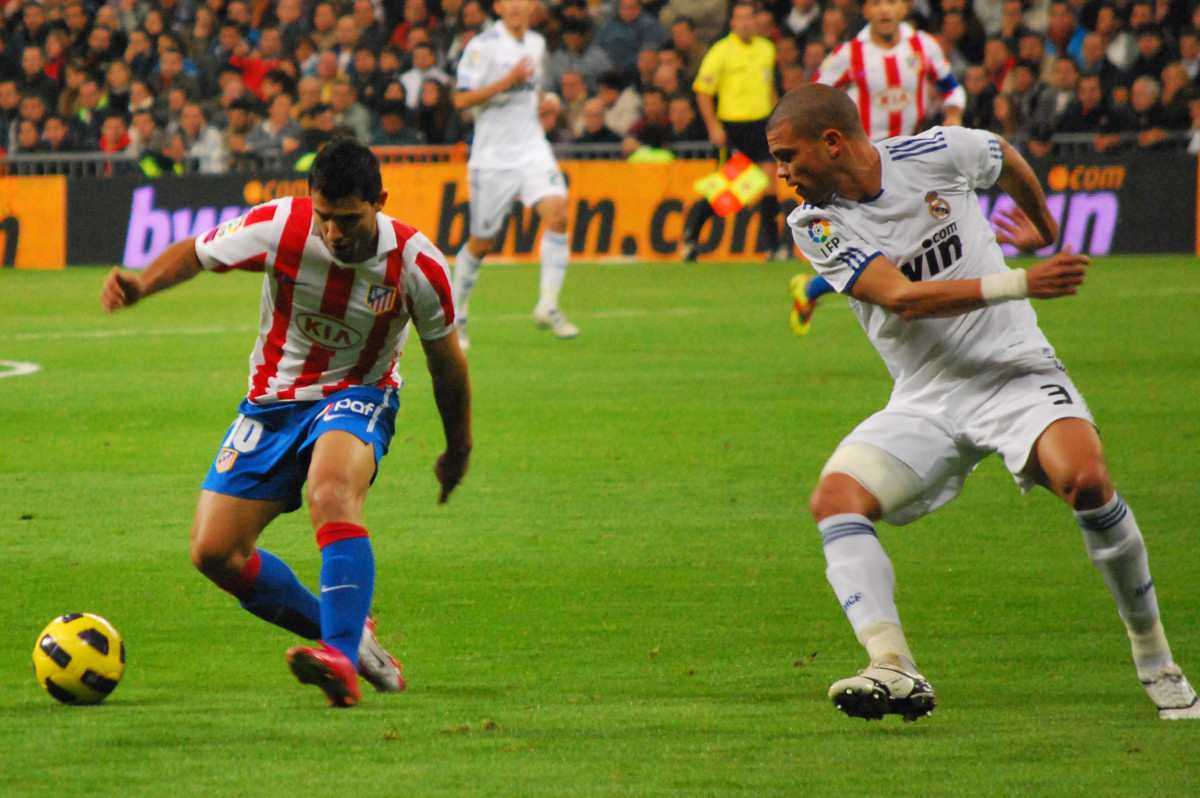
Derby Madrytu w 2010 roku.

Oba kluby różnią się pod wieloma względami, w tym także w aspekcie politycznym czy kibicowskim. Na początku istnienia obu klubów zarysował się wyraźny podział pomiędzy kibicami obu klubów. Szefostwo Realu podniosło ceny biletów, w związku z tym na mecze Królewskich przychodzili jedynie bogaci mieszkańcy Madrytu, czyli burżuazja i bogaci mieszczanie. Natomiast publiczność rywala Realu stanowiła w głównej mierze biedniejsza część miasta, jak robotnicy czy proletariat. Pierwsi często utożsamiali się z poglądami prawicowymi, drudzy – z lewicą. Różnice widać także w przypadku stadionów obu klubów. Stadion Realu Estadio Santiago Bernabéu został wybudowany przy arystokratycznej ulicy Castellana, podczas gdy stadion Atlético Estadio Vicente Calderón powstał przy browarze nad rzeką Manzanares. Początkowo Atlético było ulubionym zespołem reżimu generała Franco, zwłaszcza w okresie, gdy klub otrzymywał dotacje z Hiszpańskich Sił Powietrznych. Sytuacja zmieniła się w latach 50., gdy reżim z czasem zaczął popierać "Królewskich" z Madrytu. Zespół otrzymał wsparcie rządu także w początkowych czasach po utworzeniu Pucharu Europy, gdy pięciokrotnie zdobywał to trofeum. Z tej też okazji kibice Atlético utworzyli przyśpiewkę ze słowami "Real Madrid, Real Madrid, el equipo del gobierno, la verguenza del país" ("Real Madryt, Real Madryt, drużyna rządu, wstyd dla kraju").
Pierwsze w historii derby Madrytu rozegrano 2 grudnia 1903 roku i w meczu tym 1:0 zwyciężyło Atlético, grające wówczas pod nazwą Athletic. W tym samym roku rozegrano jeszcze dwa kolejne spotkania pomiędzy tymi drużynami. W pierwszym zwyciężył Real 2:0, w drugim Atlético 5:0. Natomiast pierwsze derby w rozgrywkach ligi hiszpańskiej odbyły się 24 lutego 1929 roku. Real wygrał 2:1, a gole w tym meczu zdobywali: dwukrotnie Ramón Triana dla Królewskich i Luis Marín Sabater dla Los Colchoneros.

## Bilans meczów
| Rozgrywki             | Mecze | Zw Realu | Remis | Zw Atlético | Gole Realu | Gole Atlético |
| --------------------- | ----- | -------- | ----- | ----------- | ---------- | ------------- |
| Primera División      | 159   | 86       | 34    | 39          | 284        | 213           |
| Copa del Rey          | 42    | 17       | 14    | 11          | 57         | 45            |
| Mistrzostwa Regionu   | 63    | 38       | 10    | 15          | 139        | 85            |
| Puchar Ligi           | 4     | 1        | 1     | 2           | 7          | 7             |
| Puchar Europy         | 7     | 4        | 2     | 1           | 10         | 5             |
| Superpuchar Hiszpanii | 2     | 0        | 1     | 1           | 1          | 2             |
| Łącznie               | 277   | 146      | 62    | 69          | 498        | 357           |

Stan na 19 listopada 2016

## Statystyki
| Rozgrywki globalne                                      | Real Madryt | Atlético Madryt |
| ------------------------------------------------------- | ----------- | --------------- |
| Puchar Interkontynentalny / Klubowe Mistrzostwa Świata  | 8           | 1               |
| Puchar Europy / Liga Mistrzów UEFA                      | 15          | 0               |
| Puchar Miast Targowych / Puchar UEFA / Liga Europy UEFA | 2           | 3               |
| Puchar Zdobywców Pucharów w piłce nożnej                | 0           | 1               |
| Superpuchar Europy UEFA                                 | 5           | 2               |
| Puchar Łaciński                                         | 2           | 0               |
| Rozgrywki krajowe                                       | Real Madryt | Atlético Madryt |
| Primera División                                        | 35          | 11              |
| Puchar Króla                                            | 20          | 10              |
| Copa de la Liga                                         | 1           | 0               |
| Copa Eva Duarte / Superpuchar Hiszpanii                 | 14          | 5               |
| Razem                                                   | 101         | 33              |

## Zawodnicy w barwach obu klubów
- Luis Aragonés
- Álvaro Morata
- Thibaut Courtois
- Rodrigo Fabri
- José Antonio García Calvo
- Juanito
- José Manuel Jurado
- José María Movilla
- José Antonio Reyes
- Hugo Sánchez
- Bernd Schuster
- Santiago Solari